# The Glimmer Man
The Glimmer Man é um filme estadunidense de 1996, do gênero ação, dirigido por John Gray e distribuido pela Warner Bros. O filme é estrelado por Steven Seagal, Keenan Ivory Wayans, Bob Gunton e Brian Cox.

## Sinopse
Um ex-agente americano, Jack Cole (Steven Seagal), que executava missões nas quais seu país não estava oficialmente envolvido, é atualmente um detetive em Nova York. Em Los Angeles um serial killer conhecido como "Homem de Família", pois matou seis famílias em oito meses e sempre seguindo o mesmo ritual, começa a provocar pânico na população. A polícia não tem pista do criminoso e pede a Cole que use seu conhecimento e habilidade para resolver este intrincado caso. Quando Cole começa a investigar a 1ª vítima que encontra é sua ex-mulher e seu atual marido, o que faz com que ele seja considerado suspeito do crime.

## Elenco
- Steven Seagal - Det. Lt. Jack Cole
- Keenan Ivory Wayans - Det. Jim Campbell
- Bob Gunton - Frank Deverell
- Brian Cox - Mr. Smith
- John M. Jackson - Donald Cunningham
- Michelle Johnson - Jessica Cole
- Stephen Tobolowsky - Christopher Maynard
- Ryan Cutrona - Capt. Harris
- Richard Gant - Det. Roden
- Jesse Stock - Filho de Cole
- Alexa Vega - Filha de Cole
- Nikki Cox - Millie
- Scott Nielson - Ele mesmo
- Johnny Strong - Johnny Deverell
- Wendy Robie - Melanie Sardes